# Championnat du Pérou de football 1930
Navigation
Saison précédente Saison suivante
La saison 1930 du Championnat du Pérou de football est la troisième édition (officielle) du championnat de première division au Pérou. Le championnat est considérablement allégé cette année, en raison de la participation de l'équipe nationale à la Coupe du monde 1930 en Uruguay. Les douze clubs sont répartis en trois poules de quatre équipes qui ne s'affrontent qu'une seule fois. Le premier de chaque poule joue la poule pour le titre, le dernier dispute la poule de relégation.
C'est le club de l'Atlético Chalaco qui remporte la compétition après avoir terminé en tête de la poule finale, devançant l'Alianza Lima et Federación Universitaria, les deux derniers champions. C'est le tout premier titre de champion du Pérou de l'histoire du club.

## Les clubs participants
| - Alianza Lima - Atletico Chalaco - Sportivo Tarapacá Ferrocarril - Sportivo Union - Lawn Tennis - Promu de Segunda Division - Sporting Tabaco | - Sport Progreso - Federación Universitaria - Circolo Sportivo Italiano - Ciclista Lima - Unión Buenos Aires - Hidroaviacion |

## Compétition
Le barème utilisé pour établir les différents classement est le suivant :
- Victoire : 2 points
- Match nul : 1 point
- Défaite : 0 point

### Première phase

#### Groupe 1
| Rang | Équipe                    | Pts | J | G | N | P | Bp | Bc | Diff |
| ---- | ------------------------- | --- | - | - | - | - | -- | -- | ---- |
| 1    | Alianza Lima              | 6   | 3 | 3 | 0 | 0 | 8  | 2  | +6   |
| 2    | Circolo Sportivo Italiano | 3   | 3 | 1 | 1 | 1 | 3  | 4  | -1   |
| 3    | Hidroaviación             | 2   | 3 | 0 | 2 | 1 | 4  | 5  | -1   |
| 4    | Sportivo Unión            | 1   | 3 | 0 | 1 | 2 | 4  | 8  | -4   |

|  | Participation à la poule pour le titre |
|  | Participation à la poule de relégation |

#### Groupe 2
| Rang | Équipe                       | Pts | J | G | N | P | Bp | Bc | Diff |
| ---- | ---------------------------- | --- | - | - | - | - | -- | -- | ---- |
| 1    | Federación Universitaria (T) | 5   | 3 | 2 | 1 | 0 | 6  | 1  | +5   |
| 2    | Ciclista Lima                | 4   | 3 | 2 | 0 | 1 | 6  | 4  | +2   |
| 3    | Unión Buenos Aires           | 2   | 3 | 0 | 2 | 1 | 6  | 7  | -1   |
| 4    | Sport Progreso               | 1   | 3 | 0 | 1 | 2 | 3  | 9  | -6   |

|  | Participation à la poule pour le titre |
|  | Participation à la poule de relégation |
|  | (T) : Tenant du titre                  |

#### Groupe 3
| Rang | Équipe                        | Pts | J | G | N | P | Bp | Bc | Diff |
| ---- | ----------------------------- | --- | - | - | - | - | -- | -- | ---- |
| 1    | Atletico Chalaco              | 6   | 3 | 3 | 0 | 0 | 6  | 2  | +4   |
| 2    | Sporting Tabaco               | 4   | 3 | 2 | 0 | 1 | 6  | 4  | +2   |
| 3    | Lawn Tennis (P)               | 2   | 3 | 1 | 0 | 2 | 4  | 3  | +1   |
| 4    | Sportivo Tarapacá Ferrocarril | 0   | 3 | 0 | 0 | 3 | 3  | 10 | -7   |

|  | Participation à la poule pour le titre |
|  | Participation à la poule de relégation |
|  | (P) : Promu de Segunda Division        |

### Seconde phase

#### Poule pour le titre
| Rang | Équipe                       | Pts | J | G | N | P | Bp | Bc | Diff |  | Résultats (▼ dom., ► ext.)   | Atl | Ali | Fed |
| ---- | ---------------------------- | --- | - | - | - | - | -- | -- | ---- |  | ---------------------------- | --- | --- | --- |
| 1    | Atletico Chalaco             | 4   | 2 | 2 | 0 | 0 | 4  | 2  | +2   |  | Atletico Chalaco             |     | 2-1 |     |
| 2    | Alianza Lima                 | 1   | 2 | 0 | 1 | 1 | 2  | 3  | -1   |  | Alianza Lima                 |     |     | 1-1 |
| 3    | Federación Universitaria (T) | 1   | 2 | 0 | 1 | 1 | 2  | 3  | -1   |  | Federación Universitaria (T) | 1-2 |     |     |

|  | Champion du Pérou 1930 |
|  | (T) : Tenant du titre  |

#### Poule de relégation
| Rang | Équipe                        | Pts | J | G | N | P | Bp | Bc | Diff |
| ---- | ----------------------------- | --- | - | - | - | - | -- | -- | ---- |
| 1    | Sportivo Unión                | 3   | 2 | 1 | 1 | 0 | 7  | 3  | +4   |
| 2    | Sportivo Tarapacá Ferrocarril | 2   | 2 | 0 | 2 | 0 | 5  | 5  | 0    |
| 3    | Sport Progreso                | 1   | 2 | 0 | 1 | 1 | 2  | 6  | -4   |

|  | Relégation en Segunda Division |

## Bilan de la saison
| Championnat du Pérou de football 1930 |                              |
| Champion                              | Atlético Chalaco (1er titre) |
| Promotions et relégations             |                              |
| Promus en Primera División            | Atlético Frigorifico         |
| Relégués en Segunda División          | Sport Progreso               |